# Didier Dinart
Didier Dinart (født 18. januar 1977 på Guadeloupe) er en tidligere fransk håndboldspiller, der blandt andet har spillet for den spanske ligaklub BM Ciudad Real, som han skiftede til i 2003. Før dette spillede han for Montpellier HB i Frankrig. Han var desuden landstræner for Frankrigs herrelandshold i håndbold fra 2016 frem til 2020.

## Landshold
Dinart har i en årrække været en vigtig brik på det franske landshold, og har været med til at vinde adskillige guldmedaljer med holdet.

## Landsholdstitler
- VM i 2001
- EM i 2006
- OL i 2008
- VM i 2009
- EM i 2010
- VM i 2011